# Гуго (граф Тура)
Гуго (Гуго II (III), также Гуго Трусливый или Гуго Боязливый; фр. Hugues le Mefiant (le Peureux); ок. 780 — 20 октября 837) — граф Зундгау с 802 года, граф Тура до 828 года.

## Биография

### Происхождение
Гуго происходил из рода Этихонидов, имевшего большие владения в Эльзасе, родоначальником которого был Этихо (ум. после 682), герцог Эльзаса. Гуго приходился праправнуком Этихо, происходя из линии графов Зундгау (Южный Эльзас). Отцом Гуго, скорее всего, был Лиутфрид II, граф в Зундгау.

### На службе у Карла Великого
Гуго имел большие владения в Южном Эльзасе (Зундгау), а также Санс. Позже он получил в управление еще графство Тур. Он стал родоначальником одной из ветвей Этихонидов — Лиутфридингов.
В 811 году император Карл Великий отправил Гуго вместе с епископом Базеля Хейто и герцогом Фриуля Айо в Византию для заключения мира с императором Никифором I.

### На службе у Людовика I Благочестивого
В 821 году Гуго породнился с Каролингами, выдав свою дочь Ирменгарду за Лотаря I, старшего сына императора Людовика I Благочестивого. Позже Гуго выдал замуж другую дочь за представителя дома Вельфов графа Конрада (брата императрицы Юдифи), после чего связи Гуго с императорским семейством стали ещё прочнее.
В 824 году Гуго участвовал в походе императора Людовика в Бретань. В 826 году Гуго вместе со своим родственником Матфридом, графом Орлеана сопровождал императрицу Юдифь на крещение датского конунга Харальда Клака.
В мае 827 года кордовская армия вторглась в Испанскую марку и летом осадила Барселону. Граф Барселоны Бернар Септиманский обратился за помощью к императору, который послал против арабов своего сына Пипина, короля Аквитании, а также Гуго и Матфрида Орлеанского. Но они очень долго собирали армию и добрались до Барселоны только в конце 827 года, когда арабы уже разграбили область и отступили. На Ассамблее в Ахене в феврале 828 году графы Гуго и Манфред были обвинены в том, что из-за их промедления графство было разорено, и лишены своих владений. После этого за Гуго закрепилось прозвище Трусливый. Так его называет, в частности, Теган.

### В изгнании
Будучи изгнан от двора, Гуго нашёл пристанище в Италии, при дворе своего зятя Лотаря, на которого имел большое влияние. Он получил от него герцогство Локат («dux de Locate») в Италии (к северу от Милана). Гуго был одним из тех, кто подстрекал Лотаря к восстанию против отца. После примирения Лотаря I с отцом, в 835 году Гуго были возвращены его владения в Эльзасе.
Умер Гуго 20 октября 837 года в Италии от чумы и был похоронен в церкви в Монце.

### Брак и дети
Жена: Ава (умерла ок. 839)
- Лиутфрид III (ок. 800/805 — ок. 864/866), сеньор Монцы, граф Зундгау
- Гуго (умер до 25 января 835)
- Ирменгарда (умерла 20 марта 851); муж: с 15 октября 821 года — император Запада, король Италии и Срединного королевства Лотарь I (795 — 29 сентября 855)
- Адельгейда (ок. 810 — ок. 882); 1-й муж: граф Осера Конрад I Старый (ок. 800 — 16 февраля 863); 2-й муж: приблизительно с 863/864 года — Роберт Сильный (ок. 820 — 15 сентября 866), граф Тура, Блуа и Анжера (853—858, 861—865, 866), граф Отёна, Невера и Осера (865—866), Парижа (860-е—866), маркиз Нейстрии с 861 года[7]
- Берта; муж: с 819 года — Жерар II (ок. 800—878/879), граф Парижа (ранее 834 — ок. 841), граф (герцог) Вьенна и Лиона (844—870).